# Comité de rugby de Wallis-et-Futuna

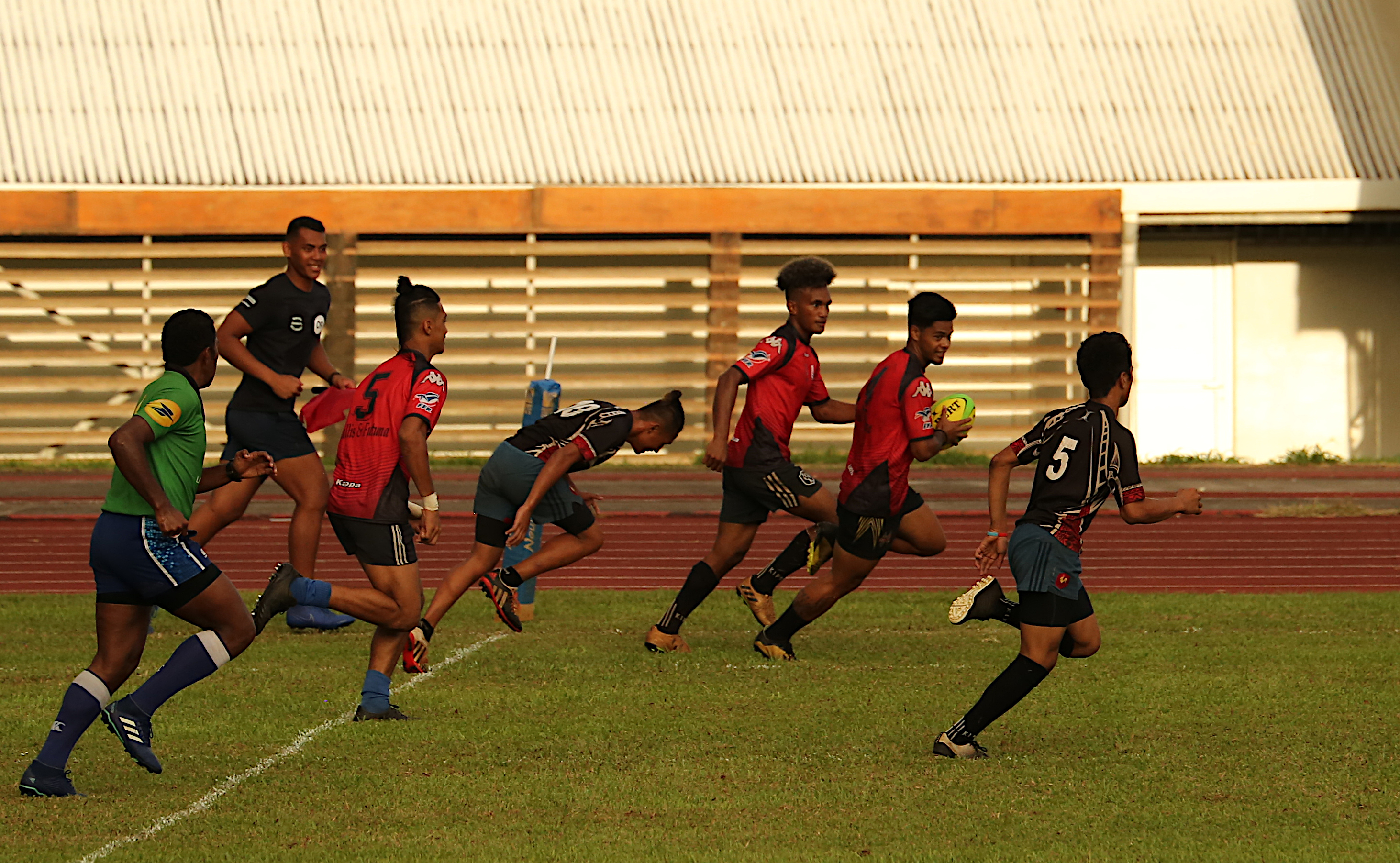
Organisation d'un tournoi de rugby à Wallis.

Le Comité de rugby de Wallis-et-Futuna est un organe fédéral dépendant de la Fédération française de rugby et chargé d'organiser les compétitions de rugby à XV et à sept à Wallis-et-Futuna.

## Histoire
La ligue de rugby de Wallis-et-Futuna est officiellement créée dans les années 1960. La sélection de Wallis et Futuna a participé pour la première fois à une compétition internationale à 15 en 1966 aux Jeux du Pacifique Sud, mais s'est depuis tournée vers le rugby à sept. L'équipe de Wallis et Futuna a participé à des tournois de rugby à sept lors des récents Jeux du Pacifique.

## Structures

### Liste des présidents
- Depuis 2017 : Etuato Mulikihaamea

### Élections du comité directeur
En 2017, Etuato Mulikihaamea est élu président du comité régional de rugby pour mandat de quatre ans. En octobre 2020, il est élu au comité directeur de la Fédération française de rugby et nommé vice-président, chargé des territoires d'outre-mer. Il quitte cette vice-présidence en juin 2023 après l'élection de Florian Grill à la tête de la FFR.

### Organigramme
| Comité directeur                | Administration |
| ------------------------------- | --- |
| Président : Etuato Mulikihaamea | Directeur technique des Outre-mer : Frédéric Pomarel Conseiller technique de ligue Zone Pacifique : Gilles Estève |

## Formation

### Joueurs internationaux formés à Wallis-et-Futuna
- Sipili Falatea est né à Wallis et Futuna et évolue au Avamafoa RC jusqu'à l'âge de 18 ans avant de rejoindre le Colomiers rugby en 2015